# 域多利街 (東雪梨)
域多利街（英語：Victoria Street）是位於澳洲新南威爾斯州雪梨東區的一條南北向街道，長1.6（0.99英里）。街道南始打令靴士市區的牛津街，穿過英皇十字郊區及樸斯般市區，北迄葛量洪街（Grantham Street）。在打令靴士內的路段，街道為北向單程。街上有住宅及商業樓宇。